# 유권
유권(본명: 김유권, 金有權, 1992년 4월 9일 ~ )은 대한민국의 보이 그룹 블락비의 일원으로, 서브 보컬과 리드 댄서를 맡고 있다.

## 학력
- 디지털서울문화예술대학교 연기예술학과

## 출연 작품

### 드라마
- 《라디오 로맨스》 (KBS2, 2018년) - 강미누 역

### 예능
- 《댄스배틀》 (nickelodeon, 2011년)
- 《립스틱 프린스》 (On Style, 2016~2017년)
- 《미스터리 음악쇼 복면가왕》 (MBC, 2019년) - 참가자 (전구~ 노래자랑! 에디슨!)
- 《팔아야 귀국 in 인도네시아》 (채널A, 2019년)
- 《라스트싱어》 (MBN, 2020년)